# Gerd Fritz
Gerd Fritz (* 21. Mai 1943 in Frankfurt am Main) ist ein deutscher Germanist, Linguist und Hochschullehrer.

## Leben und Wirken
Nach dem Abitur 1961 in Freudenstadt studierte Gerd Fritz von 1961 bis 1963 und von 1965 bis 1968 Germanistik, Anglistik und Philosophie an der Eberhard Karls Universität Tübingen. Von 1963 bis 1964 studierte er an der Freien Universität Berlin und 1964/65 am University College of North Wales, Bangor, dort vor allem Anglistik. Nach dem ersten Staatsexamen für den höheren Schuldienst 1967 und einer Tätigkeit als Lektor für Deutsche Sprache und Literatur an der University of Strathclyde  promovierte er 1969 zum Dr. phil. an der Universität Tübingen bei Wolfgang Mohr. Anschließend arbeitete er bis 1970 als Lektor an der University of Sussex. Nachdem er sich 1979 an der Universität Tübingen habilitiert hatte, lehrte er dort bis 1992 als Professor für Deutsche Philologie (Sprachwissenschaft). Im Jahre 1991 übernahm er eine Professor an der Universität Gießen. Seine Emeritierung erfolgte 2008.
In seinen Veröffentlichungen beschäftigt sich Gerd Fritz vor allem mit historischer Semantik und Deutsch als Fremdsprache.

## Veröffentlichungen (Auswahl)
- Sprache und Überlieferung der Neidhart-Lieder in der Berliner Handschrift germ. fol. 779 (c) (= Göppinger Arbeiten zur Germanistik, Bd. 12). Kümmerle, Göppingen 1969 (= Dissertation Universität Tübingen).
- (Übers.): Ronald W. Langacker / Sprache und ihre Struktur (= Konzepte der Sprach- und Literaturwissenschaft, Bd. 10). Niemeyer, Tübingen 1971, ISBN 3-484-22009-0 (2. Aufl. 1976).
- (mit Edith Wenzel): Abbildungen zur Neidhart-Überlieferung. Zwei Bände (= Litterae, Bd. 11 u. 15). Kümmerle, Göppingen 1973/1976, ISBN 3-87452-109-5 u. ISBN 3-87452-141-9.
- Bedeutungswandel im Deutschen. Neuere Methoden der diachronen Semantik (= Germanistische Arbeitshefte, Bd. 12). Niemeyer, Tübingen 1974, ISBN 3-484-25014-3.
- (Hrsg., mit Otmar Werner): Deutsch als Fremdsprache und neuere Linguistik. Hueber, München 1975, ISBN 3-19-006780-5.
- (mit Manfred Muckenhaupt): Kommunikation und Grammatik. Texte, Aufgaben, Analysen (= Tübinger Beiträge zur Linguistik, Bd. 163). Narr, Tübingen 1981, ISBN 3-87808-163-4.
- Kohärenz. Grundfragen der linguistischen Kommunikationsanalyse (= Tübinger Beiträge zur Linguistik, Bd. 164). Narr, Tübingen 1982, ISBN 3-87808-164-2 (= Habilitationsschrift Universität Tübingen).
- (Hrsg.): Handbuch der Dialoganalyse. Niemeyer, Tübingen 1994, ISBN 3-484-73017-X.
- (Hrsg.): Die Sprache der ersten deutsche Wochenzeitungen im 17. Jahrhundert (= Medien in Forschung + Unterricht. Ser. A, Bd. 41). Niemeyer, Tübingen 1996, ISBN 3-484-34041-X.
- (Hrsg.): Untersuchungen zur semantischen Entwicklungsgeschichte der Modalverben im Deutschen (= Reihe Germanistische Linguistik, Bd. 187). Niemeyer, Tübingen 1997, ISBN 3-484-31187-8.
- (Hrsg., mit Andreas H. Jucker): Kommunikationsformen im Wandel der Zeit. Vom mittelalterlichen Heldenepos zum elektronischen Hypertext (= Beiträge zur Dialogforschung, Bd. 21). Niemeyer, Tübingen 2000, ISBN 3-484-75021-9.
- Einführung in die historische Semantik (= Germanistische Arbeitshefte, Bd. 42). Niemeyer, Tübingen 2005, ISBN 3-484-25142-5.
- Historische Semantik. 2. Aufl. Metzler, Stuttgart 2006, ISBN 3-476-12313-8.
- (mit Thomas Gloning, Juliane Glüer): Historical pragmatics of controversies (= Controversies, Bd. 14). Benjamins, Amsterdam 2018, ISBN 978-90-272-0098-3.
- Darstellungsformen in der historischen Semantik (= Linguistische Untersuchungen, Bd. 14). Giessen University Library Publications, Gießen 2020, ISBN 978-3-347-09169-6.
- Coherence in discourse. A study in dynamic test theory. Tredition – Gieße University Library Publications, Hamburg 2022, ISBN 3-347-70940-3.